# John Toll
John Toll est un directeur de la photographie américain né à Cleveland, Ohio (États-Unis).

## Filmographie

### Cinéma
- 1971 : The Young Graduates de Robert Anderson
- 1972 : The Hoax de Robert Anderson
- 1985 : The Beach Boys: An American Band (documentaire) de Malcolm Leo
- 1991 : The Forfeit de Kate Hall
- 1992 : Wind de Carroll Ballard
- 1994 : Légendes d'automne (Legends of the Fall) de Edward Zwick
- 1995 : Braveheart de Mel Gibson
- 1996 : Jack de Francis Ford Coppola
- 1997 : L'Idéaliste (The Rainmaker) de Francis Ford Coppola
- 1998 : La Ligne rouge (The Thin Red Line) de Terrence Malick
- 1999 : Simpatico de Matthew Warchus
- 2000 : Presque célèbre (Almost Famous) de Cameron Crowe
- 2001 : Capitaine Corelli (Captain Corelli's Mandolin) de John Madden
- 2001 : Vanilla Sky de Cameron Crowe
- 2003 : Le Dernier Samouraï (The Last Samurai) de Edward Zwick
- 2005 : Rencontres à Elizabethtown (Elizabethtown) de Cameron Crowe
- 2006 : Seraphim Falls de David Von Ancken
- 2007 : Rise de Sebastian Gutierrez
- 2007 : Gone Baby Gone de Ben Affleck
- 2008 : Tonnerre sous les tropiques (Tropic Thunder) de Ben Stiller
- 2009 : Pas si simple (It's Complicated) de Nancy Meyers
- 2011 : L'Agence (The Adjustment Bureau) de George Nolfi
- 2012 : La Drôle de vie de Timothy Green (The Odd Life of Timothy Green) de Peter Hedges
- 2012 : Cloud Atlas de Lana et Lilly Wachowski & Tom Tykwer
- 2013 : Iron Man 3 de Shane Black
- 2015 : Jupiter : Le Destin de l'univers (Jupiter Ascending) de Lana et Lilly Wachowski
- 2016 : Un jour dans la vie de Billy Lynn de Ang Lee
- 2019 : Harriet de Kasi Lemmons
- 2022 : Matrix 4 de Lana Wachowski

### Télévision
- 1987 : The China Odyssey: 'Empire of the Sun', a Film by Steven Spielberg
- 1988 : Hiroshima Maiden
- 1989 : The Kid
- 1990 : Good Night, Sweet Wife: A Murder in Boston
- 2008 : Breaking Bad (pilote)
- 2015 : Sense8

## Récompenses
- 1994 : Oscar de la meilleure photographie pour Légendes d'automne
- 1995 : Oscar de la meilleure photographie pour Braveheart